# Pinar (apellido)
Pinar es un apellido español de origen aragonés. Oriundo del Alto Aragón se extendió más tarde por el Reino de Murcia. 
Hay autores que le conceden una procedencia romana, entre otros, Cascales que sostiene que en la fundación de Roma, una de las principales familias que allí se hallaban fue la de los Pinarios, añadiendo que con ocasión de haber dominado España los romanos, una de las familias romanas que poblaron la Península fue la de los Pinares. Pero todavía hay quien lleva al apellido más lejos en el tiempo: Onufrio sostiene que este linaje fue tan ilustre que, habiendo Hércules de señalar sacerdotes para la celebración de ritos y ceremonias, eligió a la familia de los Pinares. 

## Escudo de armas
En campo de plata un pino de sinople con piñas de oro y dos leones rampantes de gules uno a cada lado del tronco.